# Hund
För andra betydelser, se Hund (olika betydelser).
Hund (Canis lupus familiaris eller Canis lupus domesticus, tidigare även Canis familiaris) är en domesticerad underart av varg (Canis lupus).  Hundar finns av många olika raser, vilka framavlats av människan sedan hunden domesticerades. Idag bestäms dessa raser utifrån vissa rasstandarder som internationellt fastställs av Fédération Cynologique Internationale (FCI). Läran om hundar kallas kynologi.
En hund av hankön kallas hund, hane eller hanhund och en hund av honkön kallas för tik eller hynda. Dess avkomma kallas för valp.

## Taxonomi
Huruvida hunden är en underart, Canis lupus familiaris, till vargen (Canis lupus) har diskuterats, eftersom detta medför att de hundraser som vi känner idag kan klassificeras som varianter och subvarianter. Detta gör att vissa forskare fortfarande vill hävda hunden som egen art, Canis familiaris, precis som Linné gjorde  när han beskrev den 1758. Senare forskning kring hundens DNA har dock påvisat hundens nära släktskap med vargen, och därför reklassificerade man den 1993 som en underart av varg.
En relaterad rapport framlades av 24 forskare 2020. Den troliggör att hunden åtminstone delvis härstammar från vargar av en eller ett fåtal nära besläktade, numera utdöda populationer.
När en hund och en varg av olika kön sammanförs i fångenskap kan hybrider uppstå. Kvarlevor av individer som med säkerhet tillhör hunden och som är 11 000 till 12 000 år gamla har hittas i Irak och Idaho i USA.

### Släktskap mellan hundraser
En studie ledd av Elaine Ostrander, genetiker vid Fred Hutchinson Cancer Research Center vid University of Washington, har förändrat synen på ålder och släktskap bland hundraser. Deras analyser av mitokondrie-DNA har bland annat visat att schäfer är närmare släkt med mastiff, boxer och andra typiska vakthundar än de fårhundar de vanligtvis klassificeras tillsammans med. Samma analyser visar också att raser som greyhound, irländsk varghund, borzoi och sanktbernhardshund bär släktskap med fårhund.
Studien har vidare resulterat i att vissa rasers ålder har måst omvärderas. Raser som tidigare ansetts tillhöra de absolut äldsta som gråhund, faraohund och ibizahund kanske inte är äldre än 150–200 år gamla i nuvarande form.

## Storlek
Hundarnas storlek varierar mycket beroende på rasen. Till de minsta räknas chihuahua och en av de största är irländsk varghund. Allmänt varierar kroppslängden (huvud och bål) mellan 360 och 1450 mm, svanslängden ifall den inte blev kuperad 130 till 510 mm, mankhöjden mellan 150 och 840 mm och vikten går vanligen upp till 79 kg. Ett exemplar av sankt bernhardshund från USA hade 1987 en vikt av 150 kg.

## Historia
Hunden är en av människans äldsta följeslagare. Hunden härstammar från domesticerade vargar, som uppkommit genom att vargflockar uppehållit sig kring mänskliga boplatser, där de levde på människans matrester och därför blivit tamare för varje generation. Forskare har debatterat om domesticeringen skedde först i dagens Kina, Mellanöstern eller Europa. Det finns kvarlevor från hundliknande fossil i människans sällskap i Östasien, möjligen från 30 000 f.Kr. och med största säkerhet 7 000 f.Kr., bland annat de så kallade torvhundarna. Fynd av hundskelett kommer även från Oberkassel i Düsseldorf, Nordrhein-Westfalen, där människor levde för ungefär 15 000 år sedan. I en amerikansk studie från 2010 hävdas att domesticeringen skedde i Mellanöstern för 12 000 år sedan, vid den tid när jordbruket uppstod där.
En rad DNA-studier har successivt flyttat tillbaka tidpunkten för vargens och hundens gemensamma ursprung. En studie från 2011 av Peter Savolainen med flera på KTH drar slutsatsen att dagens vargstam och hundar förgrenade sig i Asien söder om Yangtzefloden för omkring 15 000 år sedan. I en studie av Svante Pääbo med flera från 2013 dras istället slutsatsen att vargen domesticerades under den europeiska istiden för 15 000–30 000 år sedan. Endast de vargar som höll sig nära människor och blev tama överlevde istiden; övriga dog ut på den europeiska kontinenten, och tid och plats för domesticeringen kan således inte upptäckas genom att undersöka moderna vargstammars DNA på det sätt som gjorts i tidigare studier. I studien från 2013 undersöktes istället DNA från varg- och hundstammar från arkeologiska utgrävningar i Sibirien och Europa. I en studie från 2015 av Pontus Skoglund med flera, också den baserad på DNA-jämförelse av en 35 000 år gammal varg från Sibirien och arktiska hundraser, dras slutsatsen att hundens DNA divergerade från vargens för mellan 27 000 och 40 000 år sedan. Dagens siberian husky och grönlandshund delar en överraskande stor andel DNA med den sibiriska vargen.
Med neolitiska revolutionen började människor bedriva selektiv avel, och skapade på så sätt hundraser. Nordamerikas indianer använde tidigt hunden som dragdjur.
Kanarieöarna har fått sitt namn efter det latinska ordet canis, och betyder alltså hundöarna. Namnet gavs åt öarna av den romerske författaren Plinius den äldre efter att han besökt kung Juba II av Numidien och Mauretania år 25 f.Kr. Namnet grundar sig alltså på hörsägen. Större landlevande däggdjur inplanterades först efter den europeiska erövringen på 1400-talet. Ursprungsbefolkningen guancherna skall således inte ha haft användning för hundar.

## Förvildade hundar
Förvildade hundar hittas ofta nära samhällen på Balkanhalvön, i norra Afrika, i Japan, på Nya Guinea samt på det östliga asiatiska fastlandet. De lever ensamma eller i flock och jagar mindre däggdjur som råttor, fåglar som har sina bon på marken samt ibland hjortdjur och tar kadaver samt andra näringsämnen som de får av människor som föda. När de lever i flock utvecklas en hierarki. I Maryland i USA lever ungefär 230 förvildade hundar på en kvadratkilometer. De vilar i övergivna byggnader, under parkerade bilar eller under trappor som har ett hålrum. Populationen är under sommaren främst aktiv mellan 5 och 8 på morgonen samt mellan 19 och 22 på kvällen. Honor i Alabama grävde ingen lya för att föda sina ungar. De gömmer sig istället mellan högar av bråte. Exemplaren följer ofta vägar, järnvägar eller rader med grönsaker när de vandrar. I New Jersey är hundarnas revir under sommaren 11 hektar stort och under vintern 5,7 hektar. Exemplaren visade inget revirhävande. När honor är parningsberedda kan 5 eller 6 hannar samlas i regionen och de är aggressiva mot varandra. I södra USA och Mexiko är förvildade hundar i vildmarken mer sociala än nära samhällen.

## Människans bästa vän

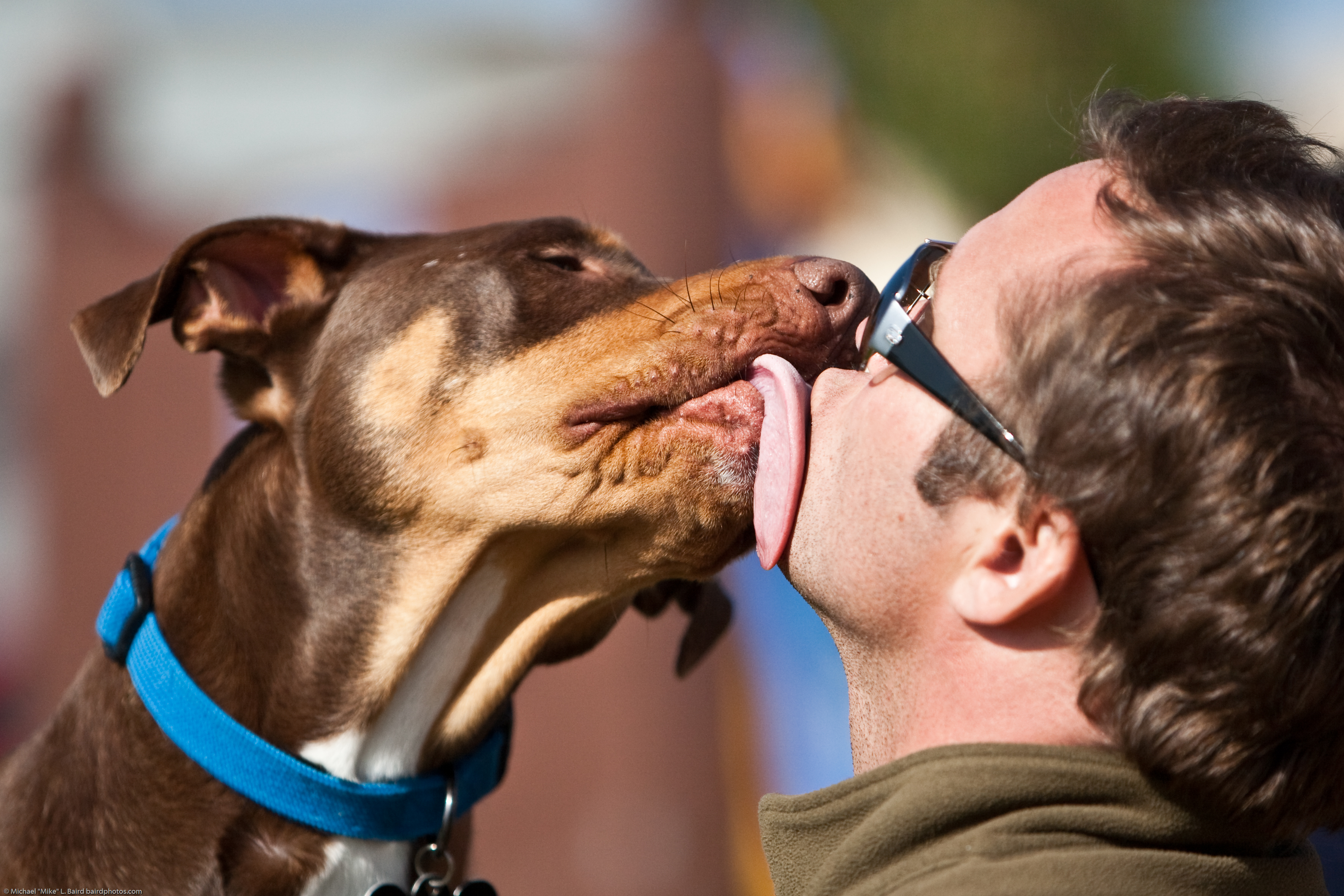
Hunden visar bland annat kärlek genom att pussas (slicka).

Hunden har ofta kallats för människans bästa vän och det har länge funnits ett personligt band mellan människa och hund. I Sverige har arkeologer hittat hundgravar från cirka 5000 f.Kr.. Att hundarna begravdes på det viset tyder på att de hade en särskild roll i människornas gemenskap och samhälle.
Fredrik II av Preussen (1712–1786) ska ha hänvisat till sin en av sina italienska vinthundar, ”Biche”, som sin bästa vän, och Voltaire (1694–1778), i sitt uppslagsverk Dictionnaire philosophique, skrev följande om hunden:
| ” | ”Det verkar som om naturen gav hunden till människan för hennes försvar och för hennes nöjes skull. Det är av alla djur det mest trogna: det är den bästa vän människan kan ha.” | „ |
| – franska: ”CHIEN. — Il semble que la nature ait donné le chien à l'homme pour sa défense et pour son plaisir. C'est de tous les animaux le plus fidèle : c'est le meilleur ami que puisse avoir l'homme.”, | |   |

## Föda
Trots sin härstamning från vargen, beskrivs hundar varierande i vetenskapliga och andra skrifter antingen som köttätare eller allätare. Till skillnad från strikta köttätande djur, kan hundar anpassa sig till en bred kost, och är inte beroende av protein specifikt från kött eller en mycket hög nivå av protein för att uppfylla sina grundläggande kostbehov. Hundar kan med god hälsa smälta en mängd olika livsmedel, inklusive grönsaker och spannmål, och den kan konsumera en stor del av dessa i sin kost. En strikt köttdiet rekommenderas inte för hundar på grund av brist på kalcium och järn.
Jämför man hund och varg, har hunden anpassade gener som är involverade i matsmältningen av stärkelse som bidrar till en ökad förmåga att frodas med en stärkelserik diet. Forskning visar att det var "avgörande för tidiga hundars överlevnad att kunna livnära sig på mat som till stor del bestod av vegetabilier, såsom rotfrukter och spannmål". Hundar har framavlats och domesticerats av människan och skiljer sig från vargen på flera punkter. "Förutom en tydlig anpassning av hundars matsmältningsapparat fann forskarna också många skillnader i gener som styr hur hjärnan utvecklas. Det är troligt att flera av dessa förändringar skulle kunna förklara varför hundar har ett annorlunda beteende än vargar."
För unga hundar är en kraftig och närande diet av största vikt. Dels för att ge en kraftig kroppsbyggnad hos medelstora och stora hundraser och dels för att undvika valpsjukan. En ständig tillgång till friskt dricksvatten är ett krav för alla hundars hälsa.
En överviktig hund löper även en större risk för sjukdomar som diabetes, hjärt- och kärlsjukdomar och artrit.

### Farliga födoämnen
Teobromin som finns i kakaobönor, och följaktligen i mörk choklad, kan i större mängder orsaka livshotande teobrominförgiftning hos hundar.
Lök som blivit uppvärmd har observerats orsaka lökförgiftning hos hundar. Symptom till följd av lökkonsumtion innefattar bland annat bleka slemhinnor, hematuri, matvägran och inaktivitet, även blodvärdena hos hundarna försämrades. Ämnena natrium n-propyltiosulfat, natrium trans-1-propenyltiosulfat och natrium cis-1-propenyltiosulfat misstänks vara det som orsakar skadan hos hundar.
Det är inte nyttigt för en hund att äta födoämnen som innehåller mycket salt.

## Fortplantning och avel

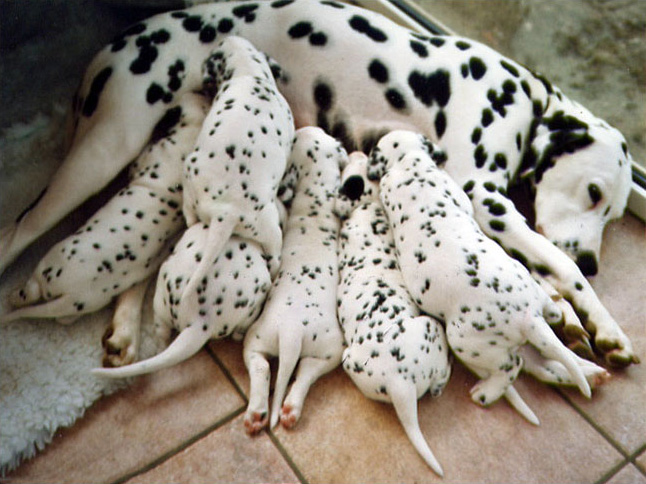
Diande dalmatinervalpar.

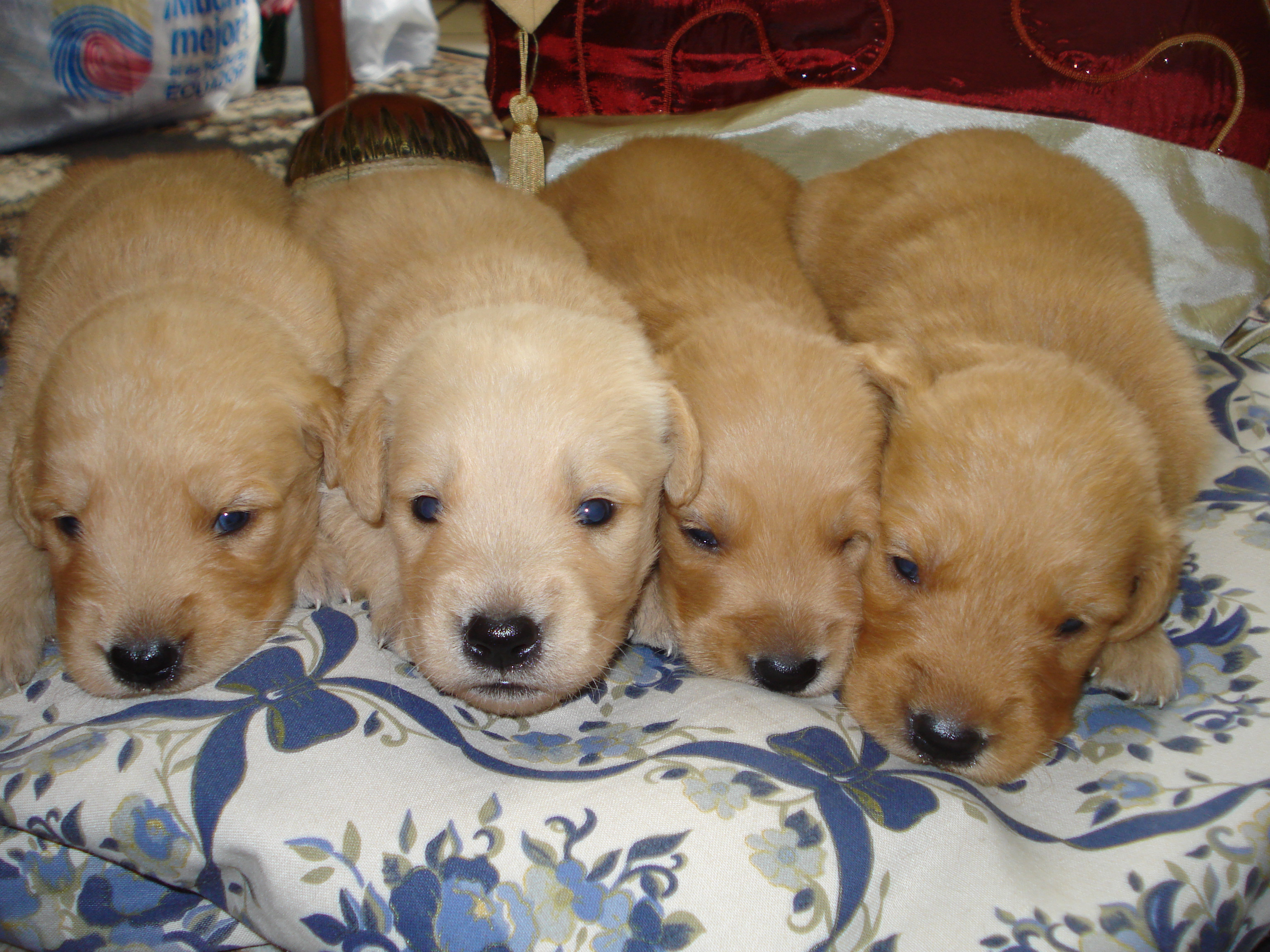
Golden Retrievervalpar.

Tamhundens fortplantning är inte begränsad till någon viss årstid. De flesta tikar blir dock brunstiga (löper) två gånger om året, vanligen i januari (sen vinter) eller februari och i juli eller augusti (tidig höst). När en tik och en hane parar sig med varandra, uppstår en förändring i hanens penis som gör att den sväller upp så att tiken och hanhunden inte kan skiljas från varandra; detta kallas för hängning. Parning kan ibland ske utan hängning, men då brukar tikens möjlighet att bli dräktig betraktas som mindre.
Efter dräktigheten, som tar omkring 63 dagar, föds valparna, som de första nio till tolv dagarna är blinda. Antalet valpar är varierande. Mindre hundraser får i allmänhet en till sju valpar, medan medelstora eller stora raser föder mellan sex och tio valpar. Eftersom tiken kan para sig flera gånger inför samma kull kan valparna i kullen härstamma från olika fäder. Detta syns tydligast när hanarna varit av olika ras.
Vid sex veckors ålder kan valparna klara sig utan tikens mjölk. Bäst är att redan tidigare successivt vänja dem vid annan föda. Mjölktänderna börjar komma i tredje eller fjärde veckan, och ungefär vid sex eller sju veckors ålder är alla på plats. Tandömsningen sker i tredje till sjätte månaden. Med fullbordad tandömsning upphör hundens valpperiod.
Mindre raser har vid denna tidpunkt nått sin slutliga storlek. Större raser växer ännu en tid, och de största blir fullstora först under tredje året. Könsmognaden inträder hos hanar vid en ålder av nio till elva månader (enligt en annan källa 10 till 24 månader). Tiken blir vanligtvis könsmogen under åttonde eller nionde månaden.
Den allmäna livslängden är 12 år och några exemplar kan bli 20 år gamla.

## Hundens användningsområden

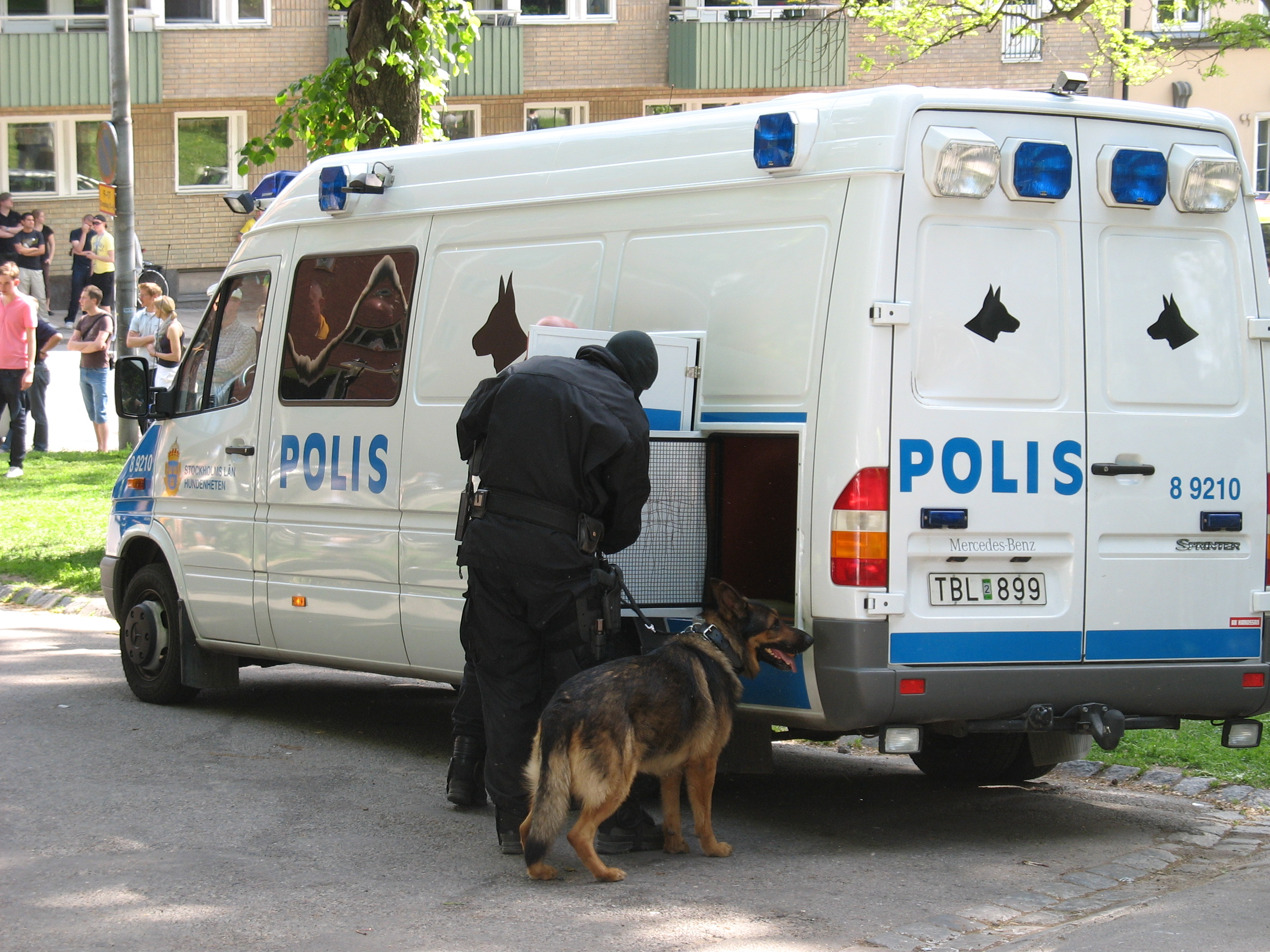
En svensk polishund.

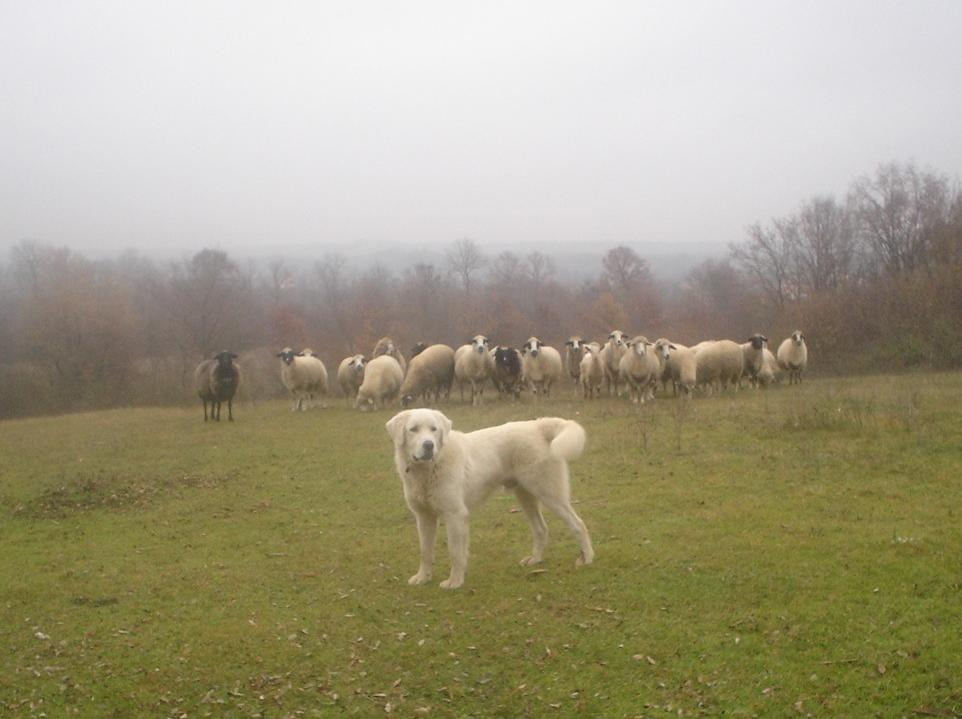
En boskapsvaktare med sin fårflock.

Hundens användningsområden är många. Idag tränas det till och med upp hundar som kan upptäcka allvarliga sjukdomar, som cancer.
Man använder också så kallade epilepsihundar. Detta är hundar som är tränade att varna om ett kommande anfall, dämpa fallet om patienten faller och till att hämta hjälp om det är nödvändigt.

### Familjehundar
Familjehundar är hundar som primärt är rena familjehundar och som inte har någon annan uppgift än att glädja. Studier har visat att hundens terapeutiska påverkan på människor ofta är positiv. Barn som växer upp med hund i huset lär sig ofta tidigare betydelsen av att ta hänsyn. Några hundar har också ibland övriga uppgifter som brukshundar, till exempel som jakthund eller slädhund.

### Jakthundar
Jakthundar är hundar som används vid jakt. Det finns också ett flertal olika hundraser som har avlats fram för olika former av jakt, exempelvis drever, pointer och labrador retriever.

### Brukshundar
En brukshund är en hund som arbetar för nyttoändamål. Till brukshundar räknas bland annat räddningshundar, vakthundar, vallhundar, draghundar, assistanshundar (bland annat ledarhundar) och terapihundar. Jakthundarna är brukshundar men räknas ofta som en egen grupp.
En del av brukshundarna räknas som tjänstehundar.

### Hundsport
Hundsport är sportformer där hundar ingår som ett element. Några grenar är Lydnad, Spår, Sök, Skydd, Hundkapplöpning, agility, draghund och weight pulling.
Den snabbaste hundrasen, greyhound, kan på kortare sträckor springa 70 kilometer i timmen.

### Utställning
På hundutställningar bedömer en kvalificerad domare varje hund i förhållande till en förhandsdefinierad och godkänd rasstandard för rasen. Därefter bedöms hundarna individuellt mot varandra könsvis, åldersvis, rasvis, gruppvis och till slut om vem som är den bästa utställningshunden på den aktuella utställningen.

### Draghundar

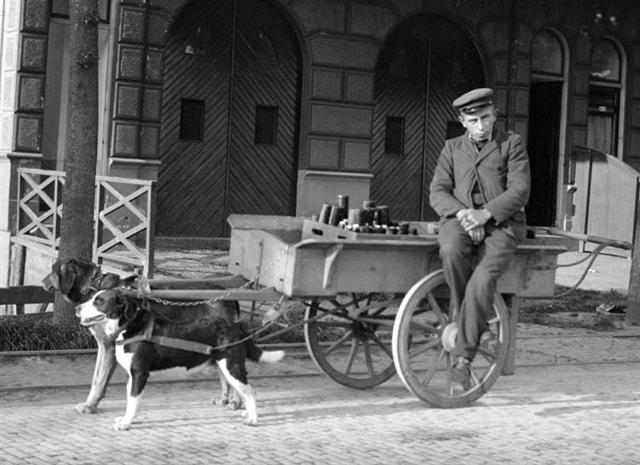
Kärra dragen av hundar 1904.

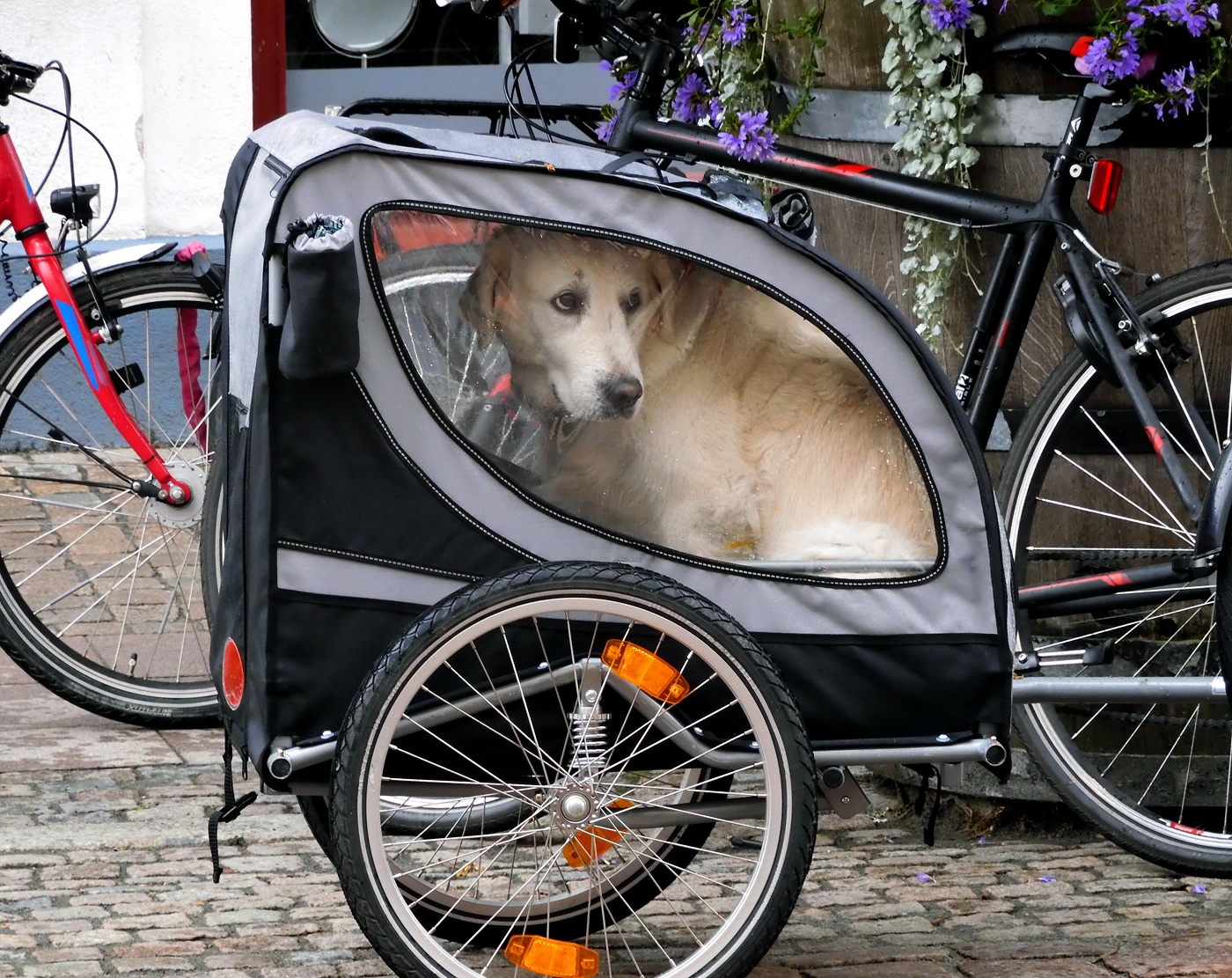
En släpvagn av typen cykelkärra för transport av hund.

Draghundar används för transportändamål, vilket är fallet med slädhundar; även andra typer av hundar har använts för sådant bruk. Sennenhundar användes för att dra kärror. Dalmatiner, liksom olika sorters gårdshundar, nyttjades för att åtfölja ekipage med häst och vagn.
Draghundssport används som benämning för sådan hundsport vars ursprung kan hänföras till transportändamål. Weight pulling kan ses som en sådan hundsport.

## Hundraser

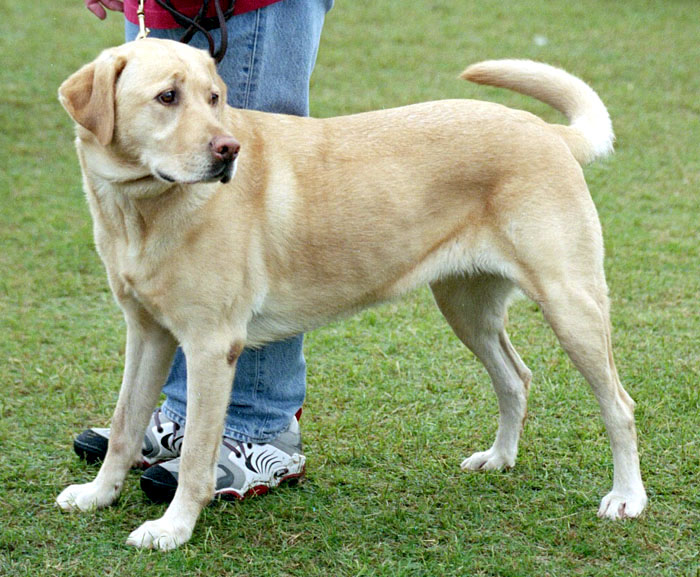
Labrador retriever är en populär familjehund.

Begreppet hundras används för att beskriva så kallade rasrena hundar, det vill säga hundraser vars avelsarbete organiseras av en kennelklubb och där varje godkänd individ registreras och förses med en stamtavla som beskriver individens ursprung. Dock är nedanstående information av mer allmän karaktär och gäller oavsett ras eller blandningsförhållande.

### Brakycefala hundraser
Hundraser med extremt kort nos kallas brakycefala (trubbnosiga). Detta beror på att man har avlat på ärftliga defekter så att hundarnas skallben blivit kortare än normalt.

### Att välja ras
Att välja en ras som passar kan vara svårt. Olika raser har olika behov, och dessa bör överensstämma med det liv som hundägaren lever. Fel val kan resultera i att hunden blir missanpassad i sin miljö, omplacerad eller i värsta fall avlivad.
De allra flesta som skaffar sig hund vill primärt ha en familjehund. Det finns även de som letar efter den perfekta utställnings-, lydighets- eller brukshunden och som sätter sig extra bra in i blodslinjer, speciella kombinationer och avel.

### Allergivänliga raser

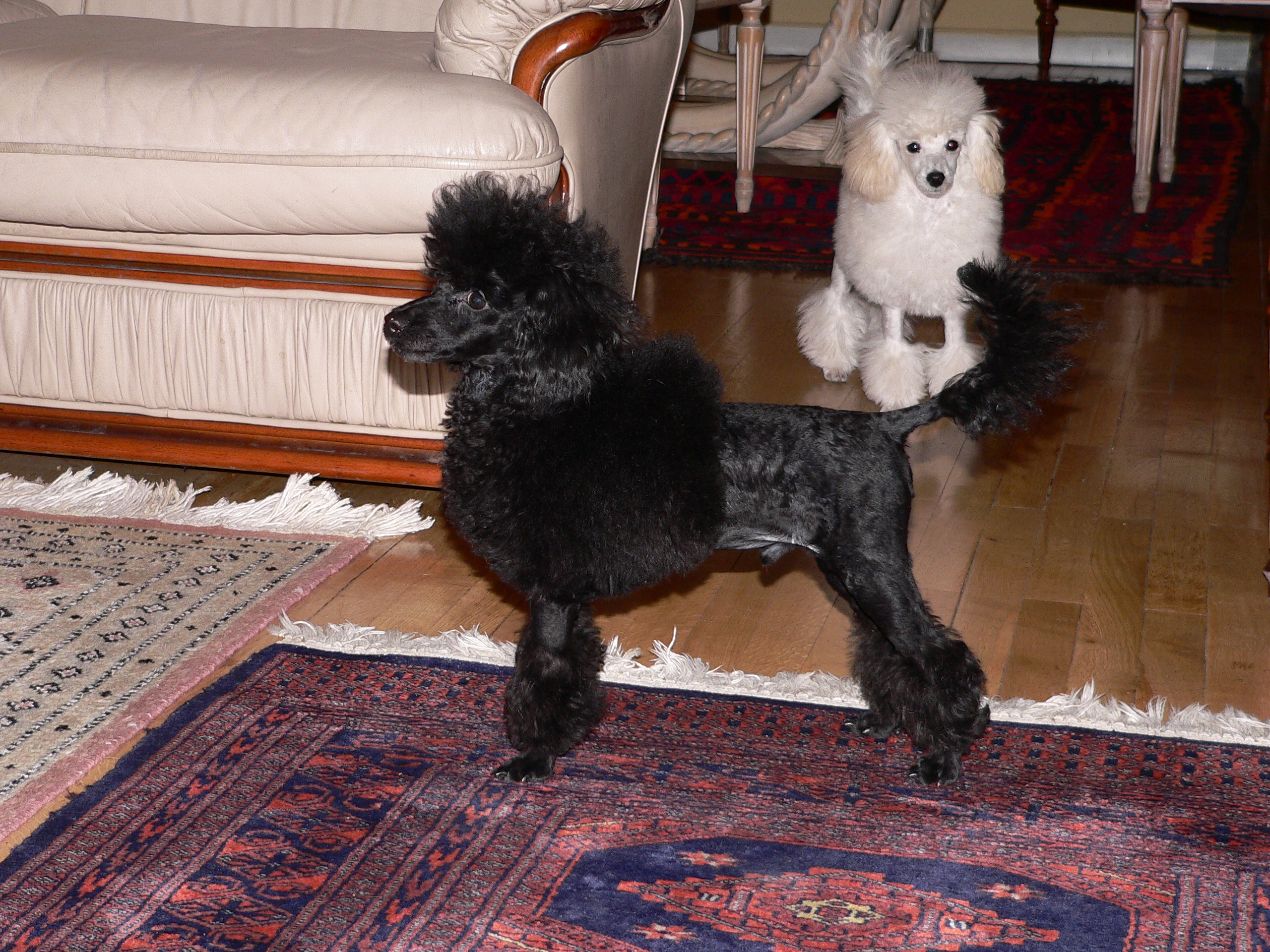
Pudel räknas ofta som allergivänlig, men detta stöttas inte av forskningen.

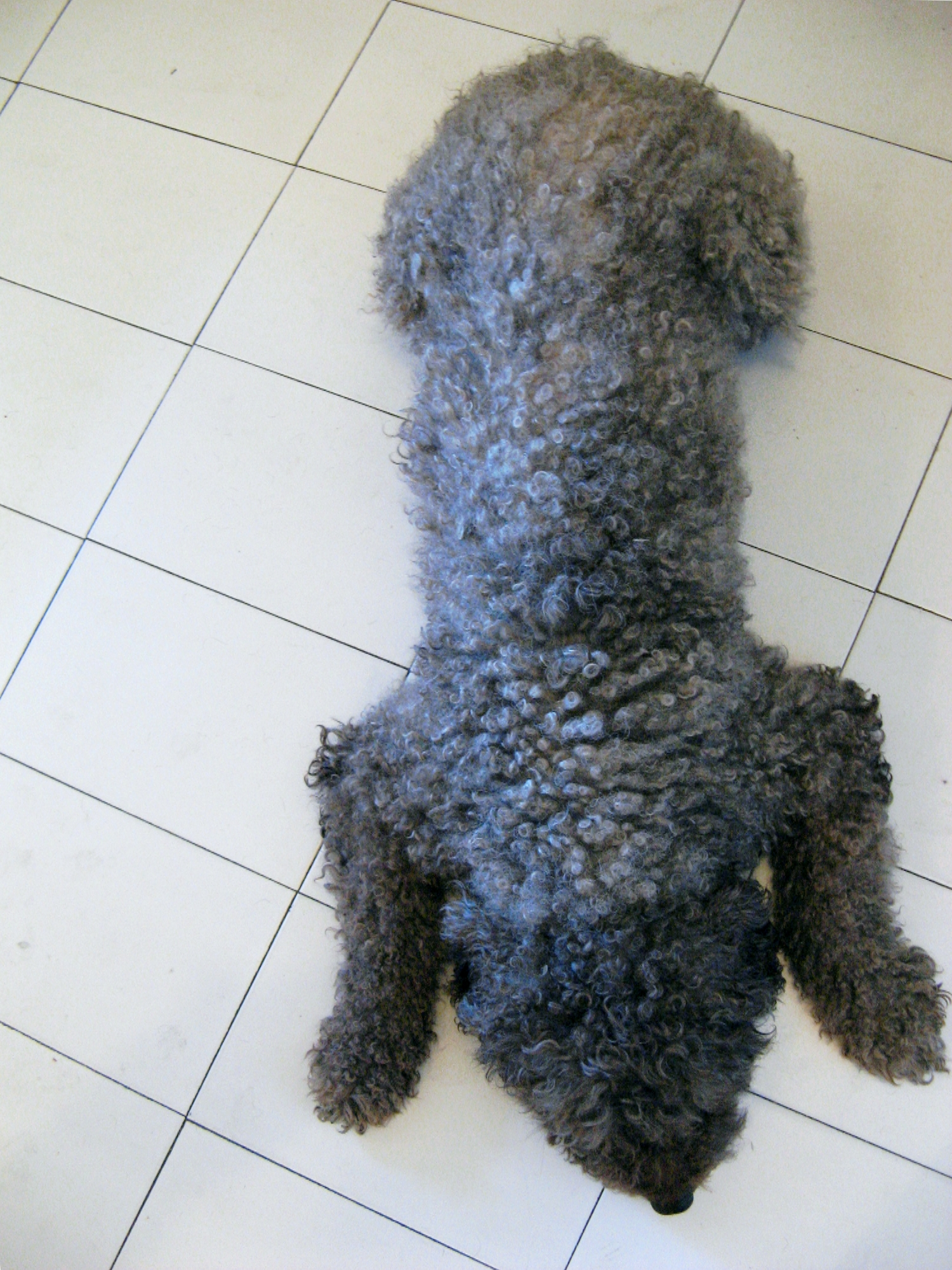
Perro de agua español (spansk vattenhund).

Hundallergi är egentligen bara ett annat ord för pälsdjursallergi.[källa behövs] En sådan allergi kan utlösas av alla arter av pälsdjur och alla typer av hundar, eftersom alla pälsdjur producerar allergener – också nakenhundar och hundar med växande päls. Det finns således inga allergirena pälsdjur. 
Huvudallergenet, som heter Can d 1, har hittats i celler i hud, hår, serum, spott och urin hos alla pälsdjur. Det har också hittats hos alla undersökta hundraser, och det är lika stor variation på mängden allergen hos olika individer som det är mellan olika raser. Problemet är också i lika hög grad relaterat till andra arter, till exempel katter, marsvin, hästar, kor och så vidare. Om djuren är små eller stora har heller ingen betydelse.
Om man fortfarande vill skaffa sig en hund, eller ett annat pälsdjur, bör man välja ett djur som har tät växande päls och därför måste trimmas eller klippas regelbundet. Ett sådant djur är att föredra framför ett djur som har vinterpäls eller helt saknar hår, men bara om de kan badas ofta.
Exempel på sådana pälsdjur är hundraser som portugisisk vattenhund, bichon frisé, old english sheepdog, pudel, irish softcoated wheaten terrier, tibetansk terrier, chinese crested dog, powder puff och ungersk puli och komondor. Det är emellertid en förutsättning att djuret badas ofta, kanske flera gånger i veckan, för också sådana djur har allergener som kan (kommer att) utlösa allergiska reaktioner.
Vilka hundraser man "tål" varierar också beroende på hur allergisk man är. Många tycker att det är en bra idé att åka hem till uppfödare av de raser som är allergivänliga, dock kan man reagera ändå; uppfödaren kan ha andra raser, eller många hundar, och då kan man få en allergisk reaktion.

### Förbjudna hundraser

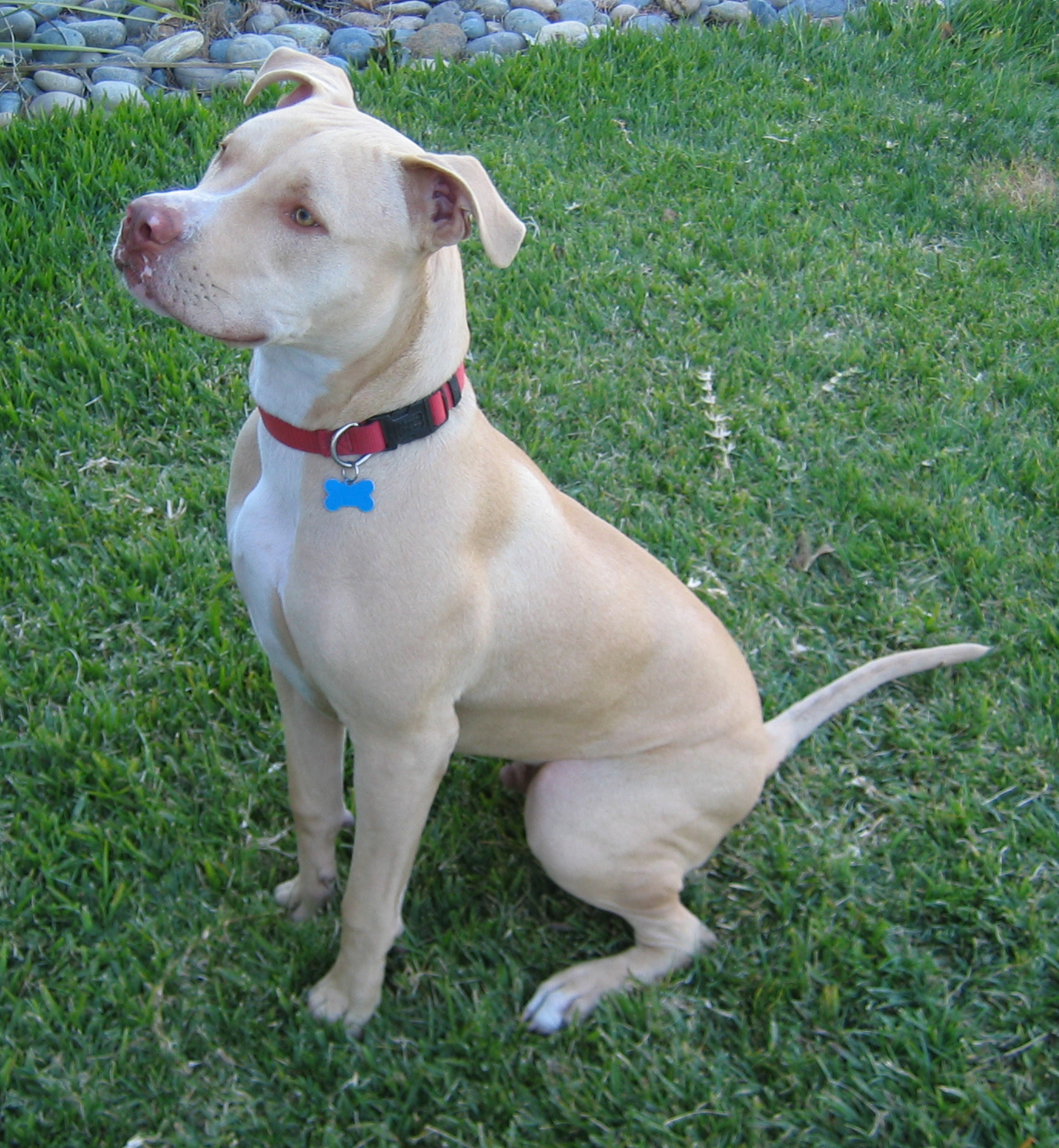
Pitbullterrier klassas normalt som en kamphundsras.

I många länder har flera hundraser på senare år blivit förbjudna att hålla, eftersom lokala myndigheter räknar hundarna som speciellt farliga. Förbudet omfattar många så kallade kamphundar, men många länder har också förbjudit blandningshundar där förbjudna raser eller varg ingår.[källa behövs]
Grundanledningen till förbudet var att det började växa fram olagliga etableringar av kamphundsmiljöer, där reguljära hundkamper arrangerades för pengarnas (vadslagning) eller för nöjes skull. Dessa miljöer etablerades först i USA, men spred sig sedan snabbt till andra länder i den industrialiserade världen.
Även raser som inte är förbjudna kan orsaka problem när de överför sjukdomar som rabies eller när de kastar omkull soptunnor vad som ökar råttornas population. I USA dödades 1986 och 1990 tretton respektive arton barn eller andra personer av hundar. Som spridare för rabies är i USA och Europa tamkatten, rödräven, tvättbjörnen, fladdermusen Lasionycteris noctivagans och fladdermöss av släktet Eptesicus vanligare.

## Hunden i Sverige
I Sverige fanns det omkring 1 151 000 hundar fördelade på cirka 831 000 hundägare i oktober år 2024. Rasstandard och avelsarbetet organiseras av kennelklubbar där Svenska Kennelklubben (SKK), riksorganisation för svenska hundägare, var störst 2003 med drygt 500 000 hundar registrerade.

### Svenska hundraser

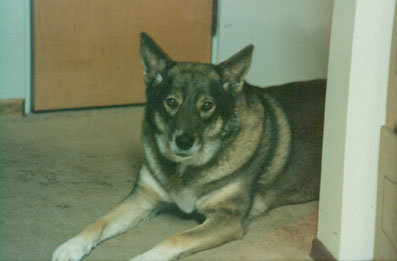
Jämthund godkändes som egen ras 1946. Dessförinnan sågs den som en otypiskt stor gråhund.

Det finns elva svenska hundraser som är erkända av SKK. Tio av dessa är erkända i alla nordiska länder, och åtta är internationellt erkända av den internationella kennelfederationen Fédération Cynologique Internationale (FCI). För en tolfte ras, dansk-svensk gårdshund, delas ansvaret mellan Sverige och Danmark; denna ras är sedan 2008 interimerkänd av FCI.
Härutöver har Nordisk Kennelunion (NKU) gemensamt avelsansvar för samojedhunden med ursprung i norra Ryssland och Sibirien. Även gråhund har räknats som svensk, men 1981 slogs denna ihop med norsk älghund, grå.
Tidigare har den danska strellufstövaren slagits samman med den svenska drevern. Dessutom bedrivs avel med hedehund, en nordlig jaktspets (älghund) som inte är en erkänd ras.
En utdöd svensk hundras är dalbohunden som var av molossertyp. Som Sveriges nationalras räknas hamiltonstövaren, som är namngiven efter SKK:s förste ordförande Adolf Patrik Hamilton.

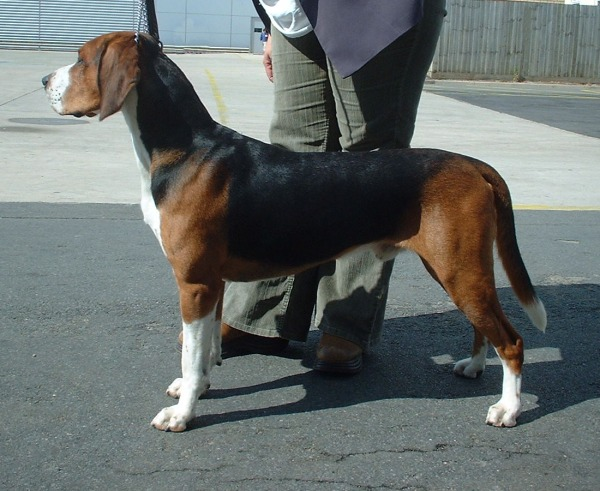
Hamiltonstövare, Sveriges nationalras.

1. Dansk-svensk gårdshund (gårdshund / pinscher, FCI)
2. Drever (drivande hund, FCI)
3. Gotlandsstövare (drivande hund / stövare, endast SKK)
4. Hamiltonstövare (drivande hund / stövare, FCI)
5. Hälleforshund (älghund / nordlig jaktspets, NKU)
6. Jämthund (älghund / nordlig jaktspets, FCI)
7. Norrbottenspets (skällande fågelhund / nordlig jaktspets, FCI)
8. Schillerstövare (drivande hund / stövare, FCI)
9. Smålandsstövare (drivande hund / stövare, FCI)
10. Svensk lapphund (vallande spets, FCI)
11. Svensk vit älghund (älghund / nordlig jaktspets, NKU)
12. Västgötaspets (gårdshund / vallande spets, FCI)

## Galleri

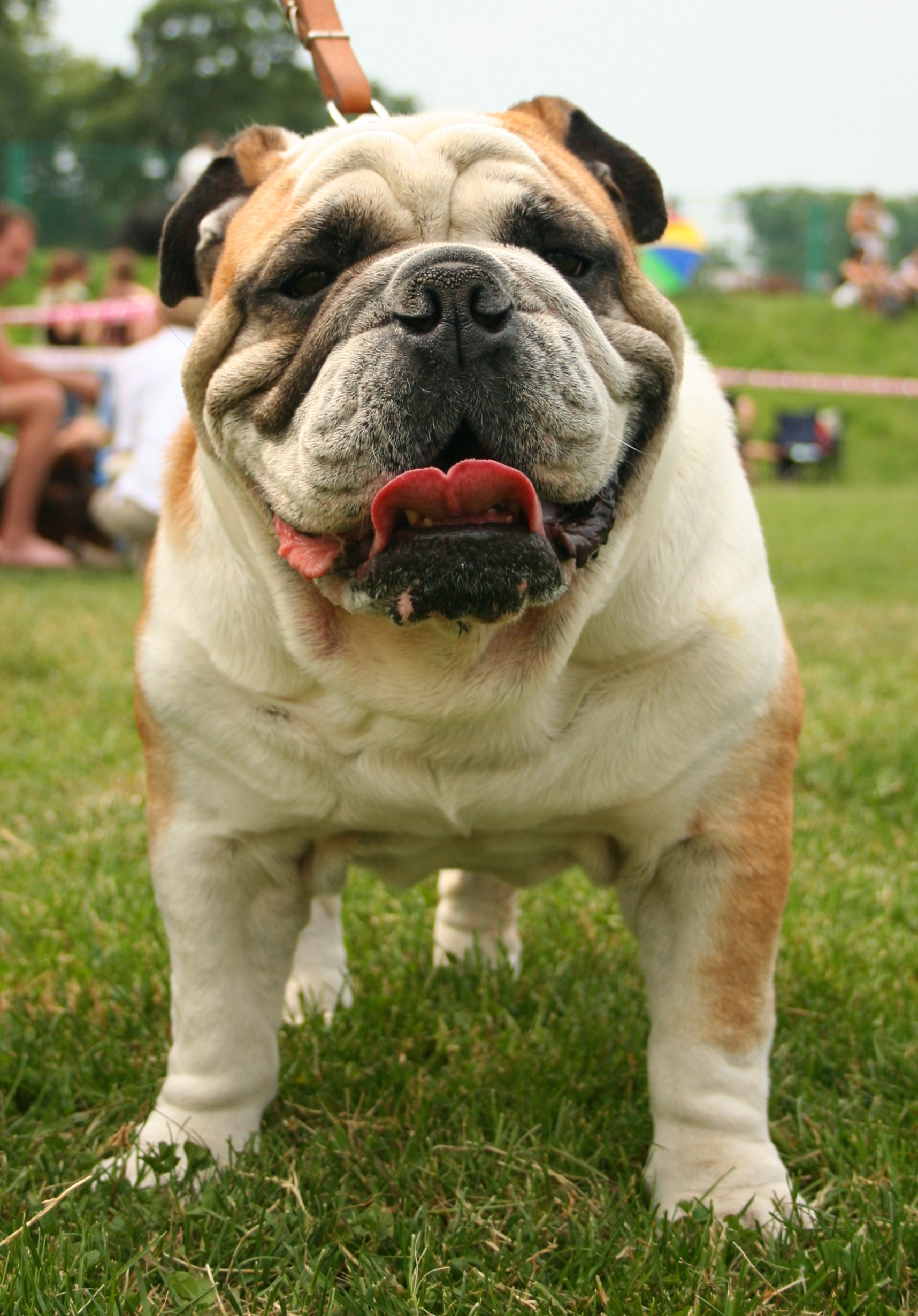
Engelsk bulldogg
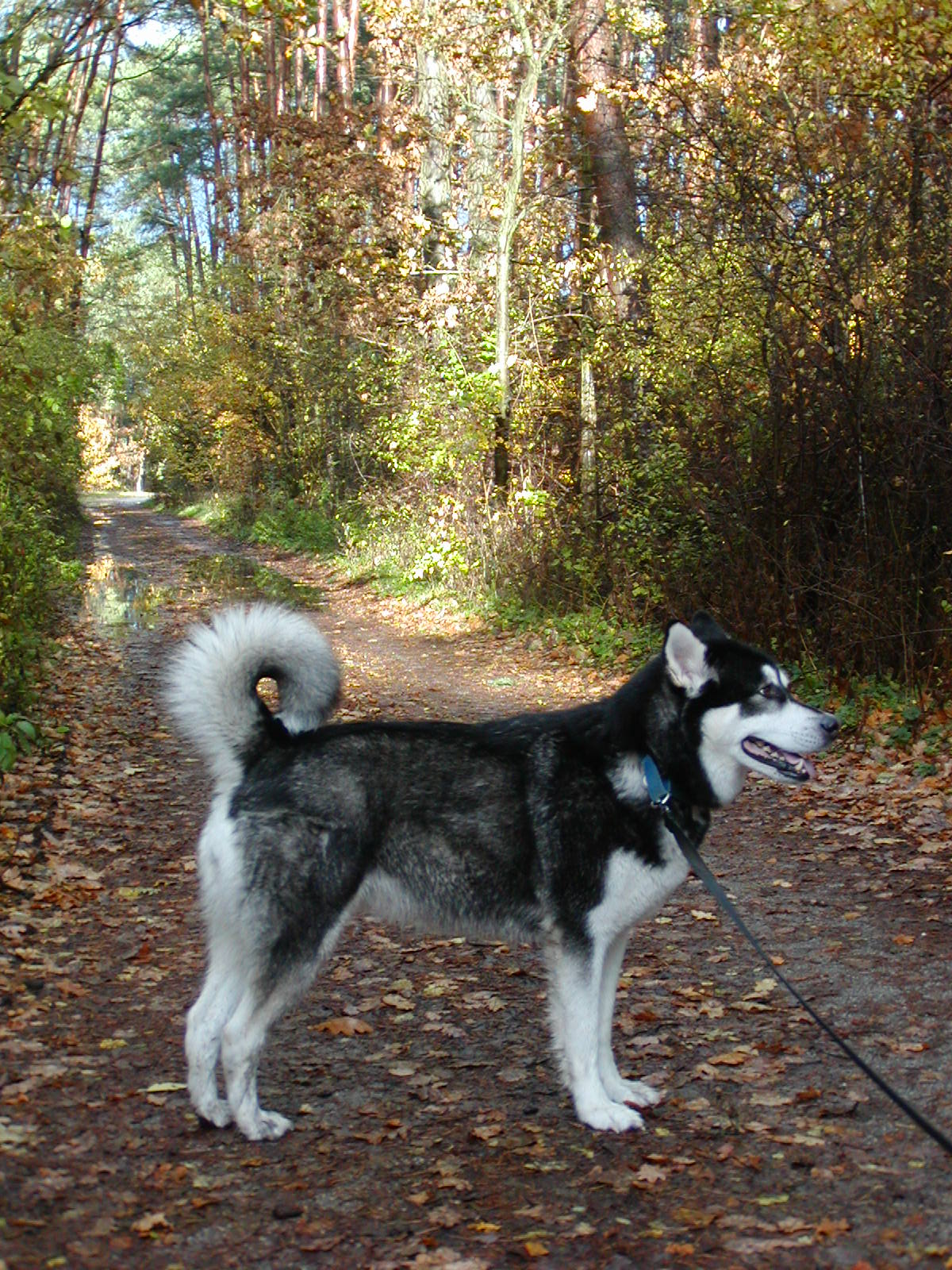
Alaskan malamute
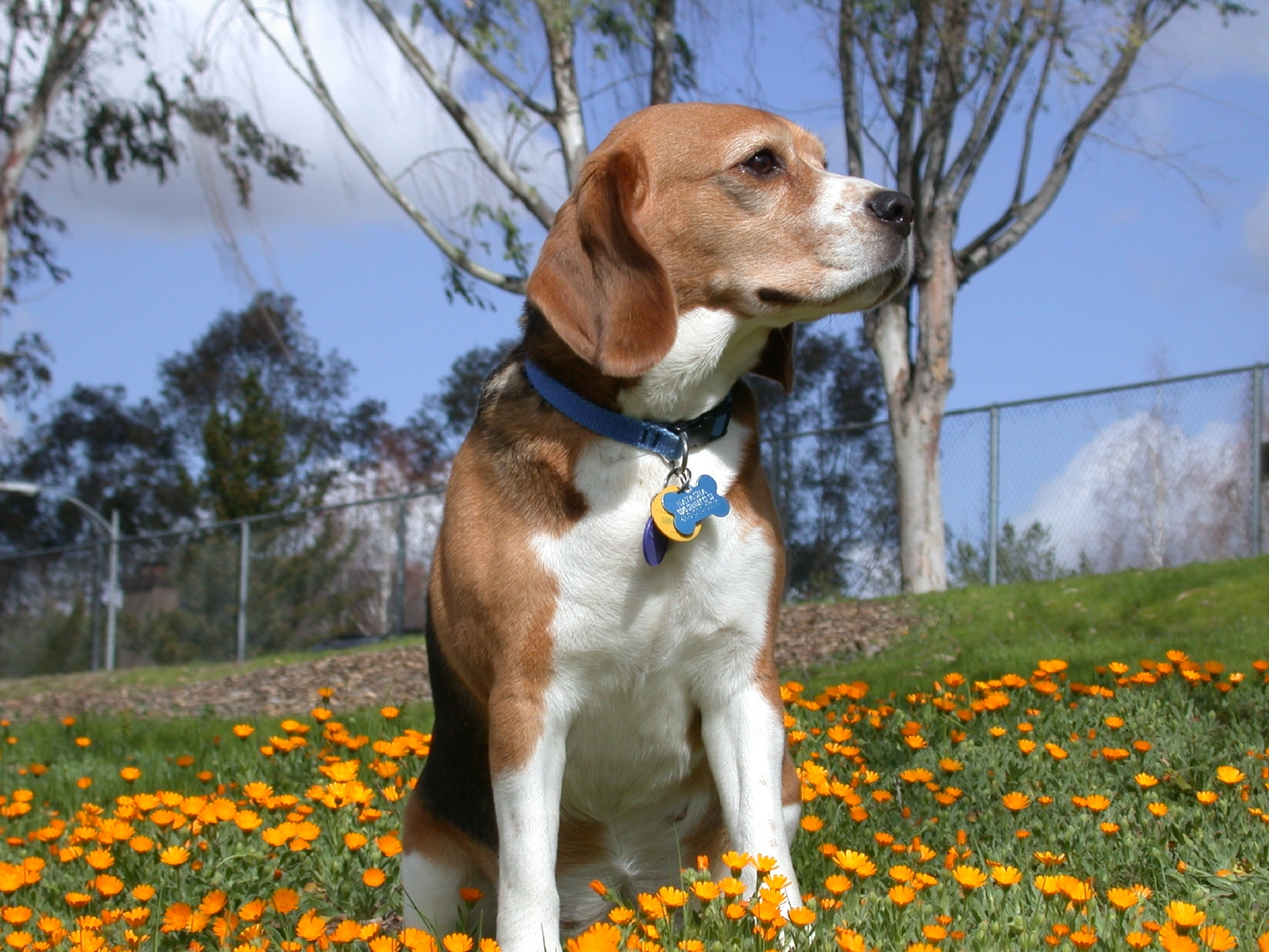
Beagle
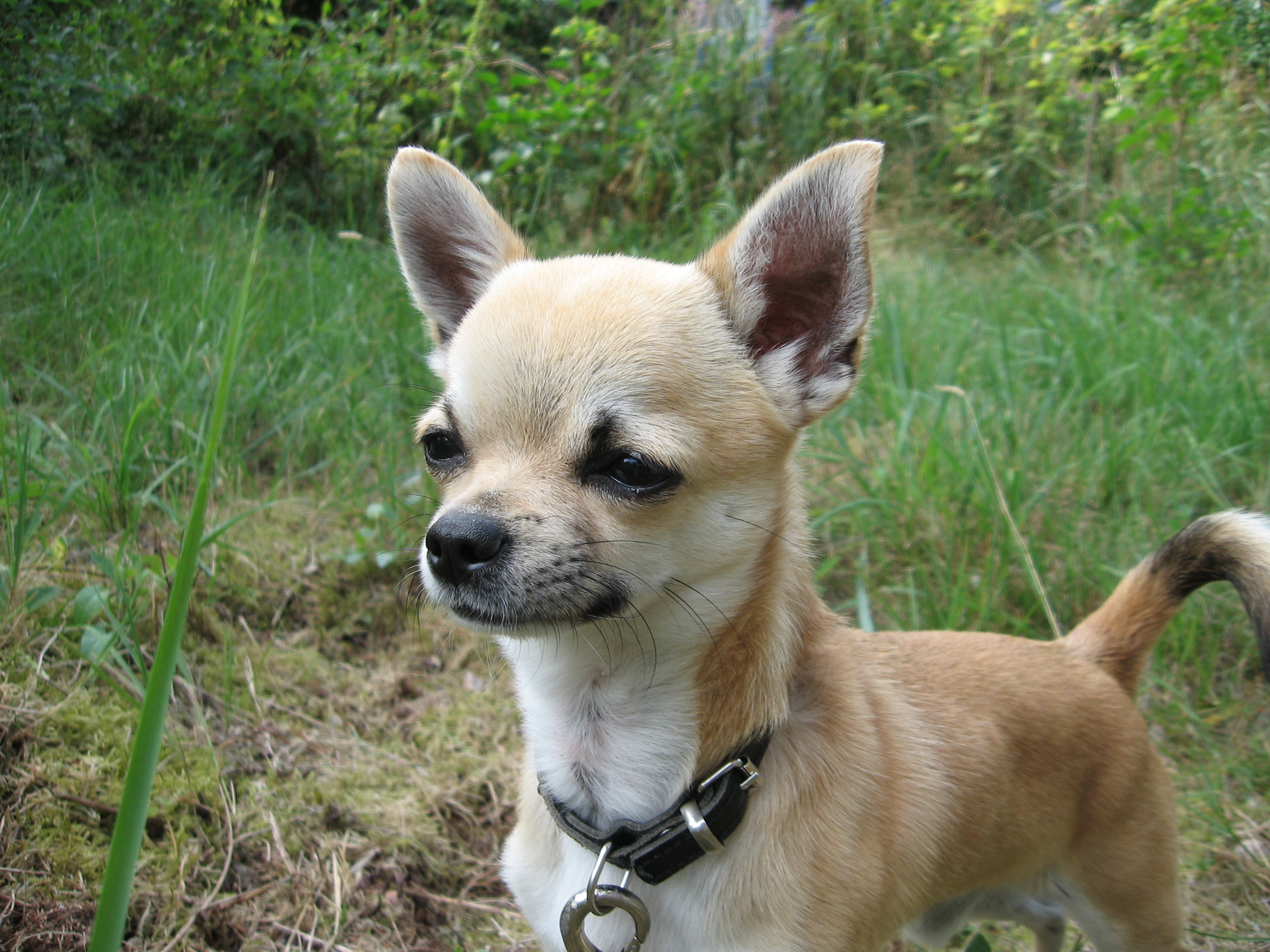
Chihuahua
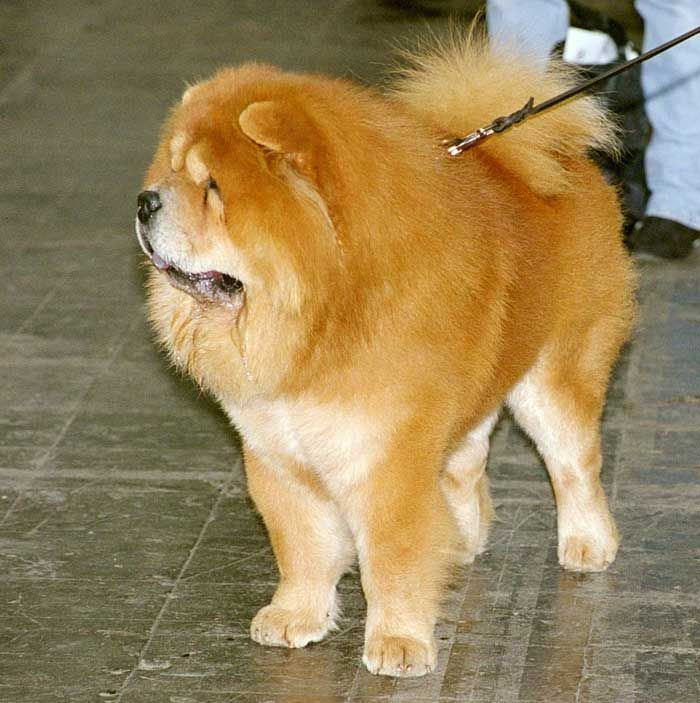
Chow chow
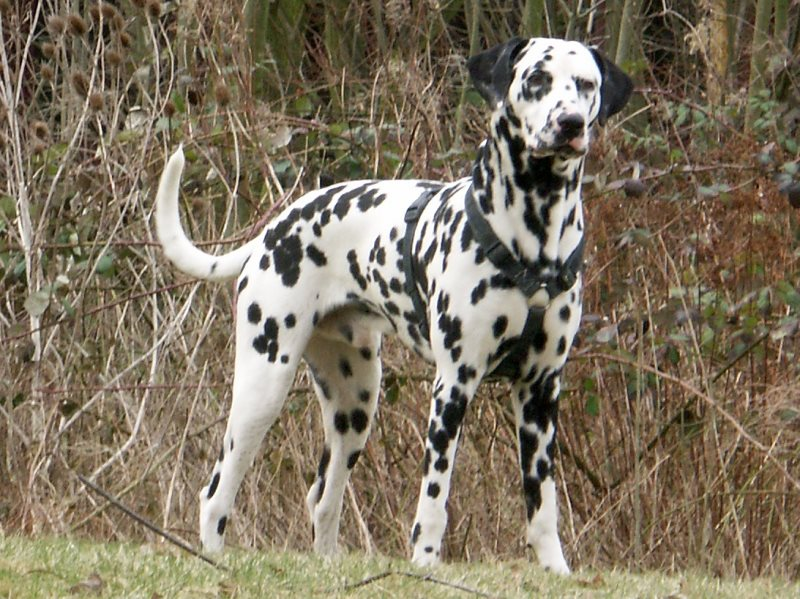
Dalmatiner
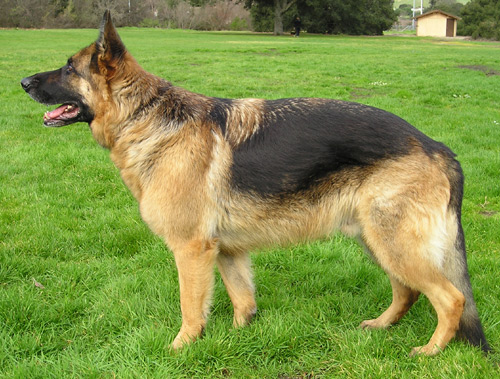
Schäfer
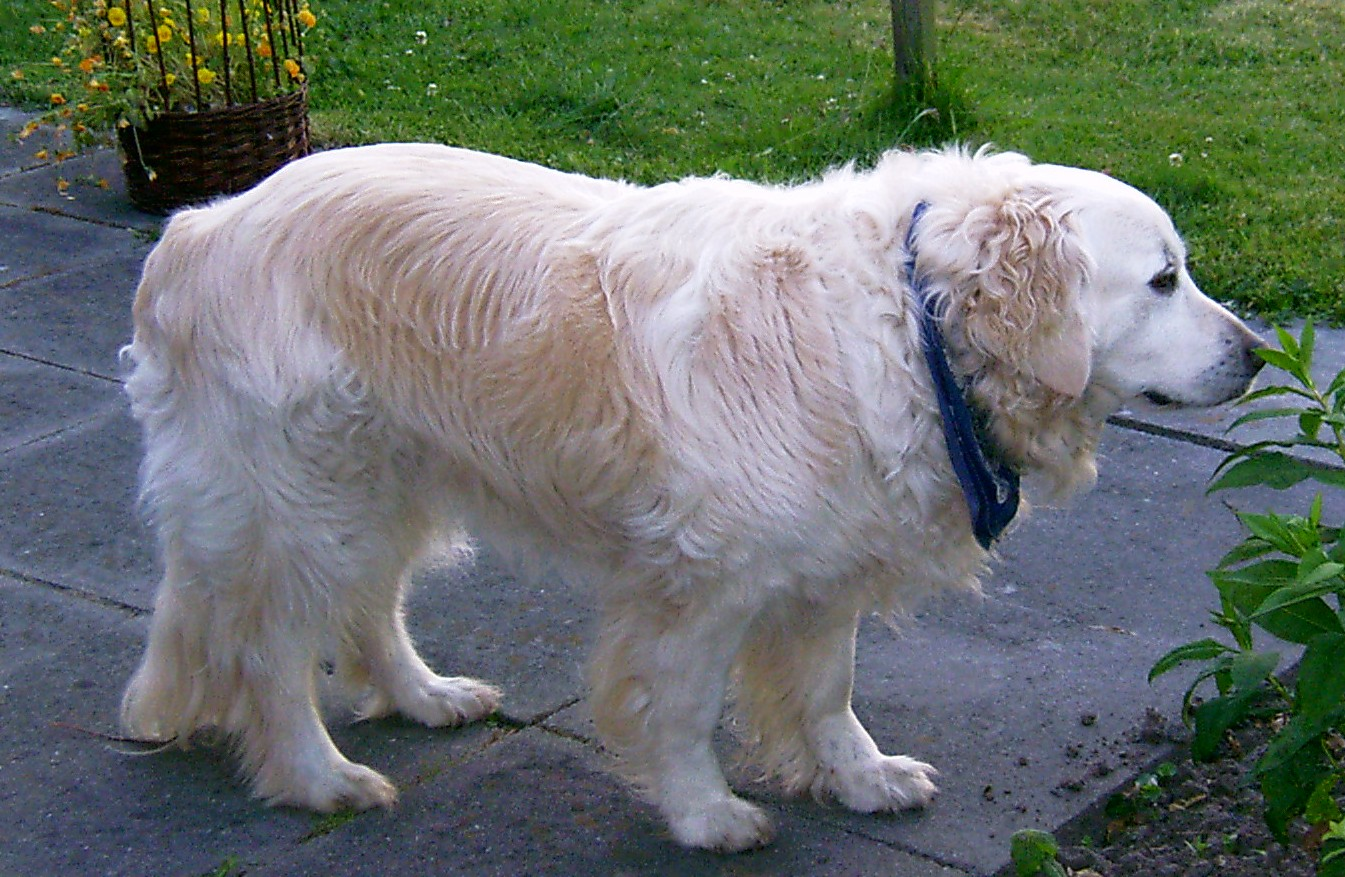
Golden retriever
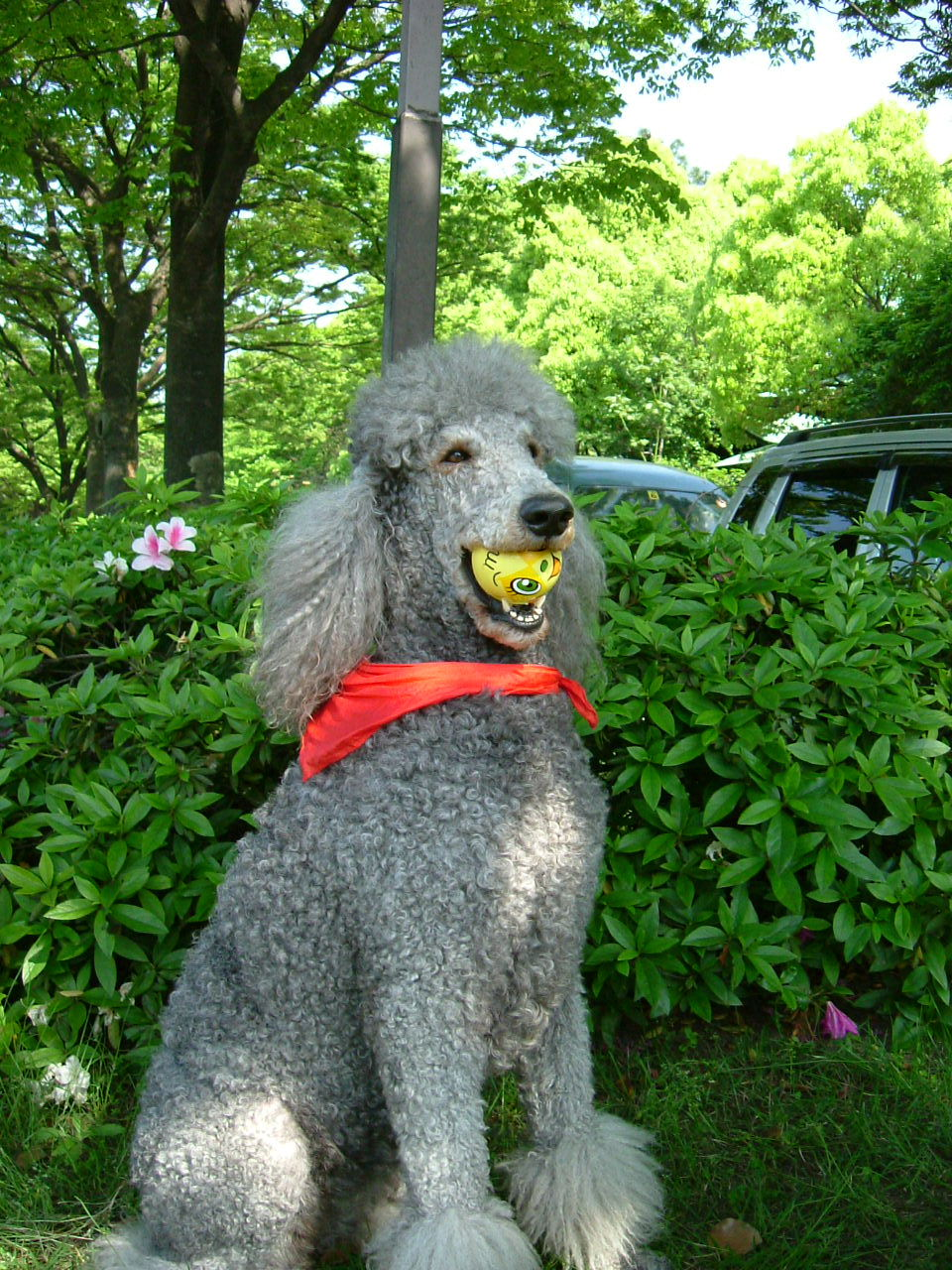
Pudel
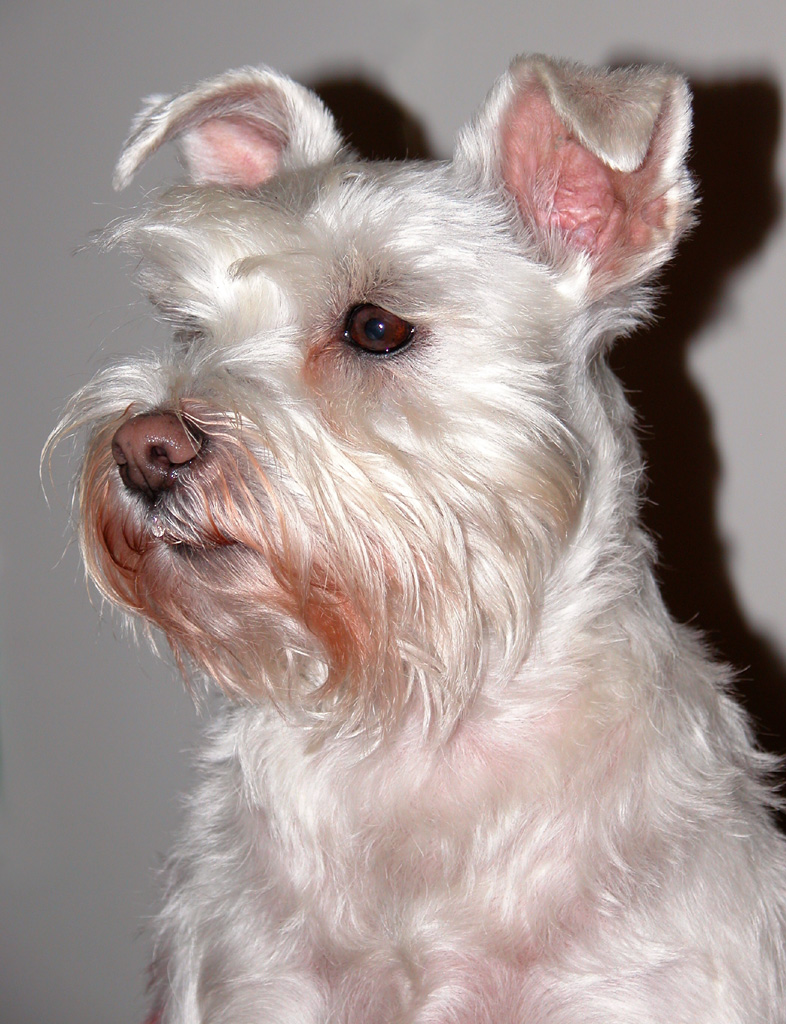
Dvärgschnauzer
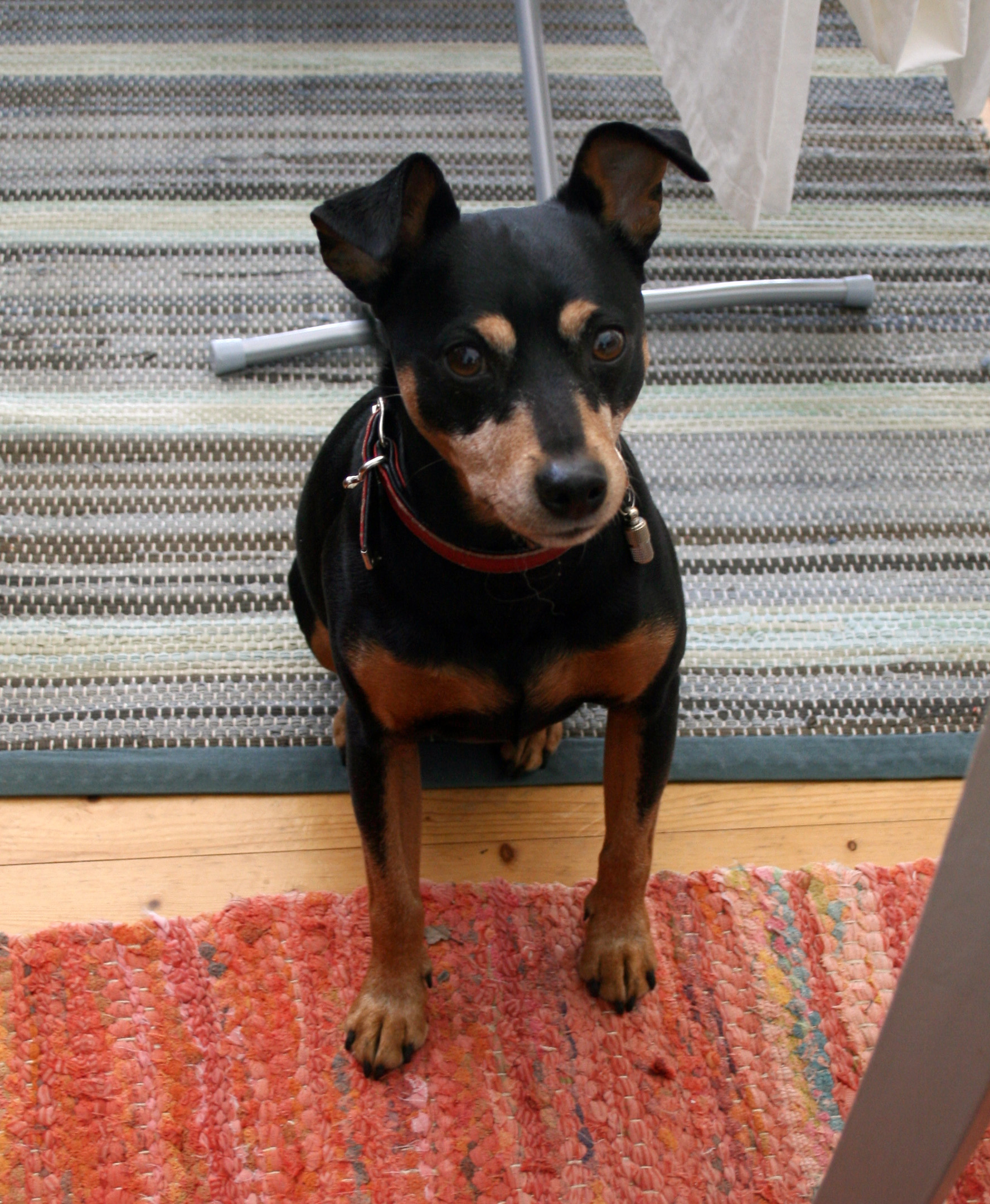
Dvärgpinscher
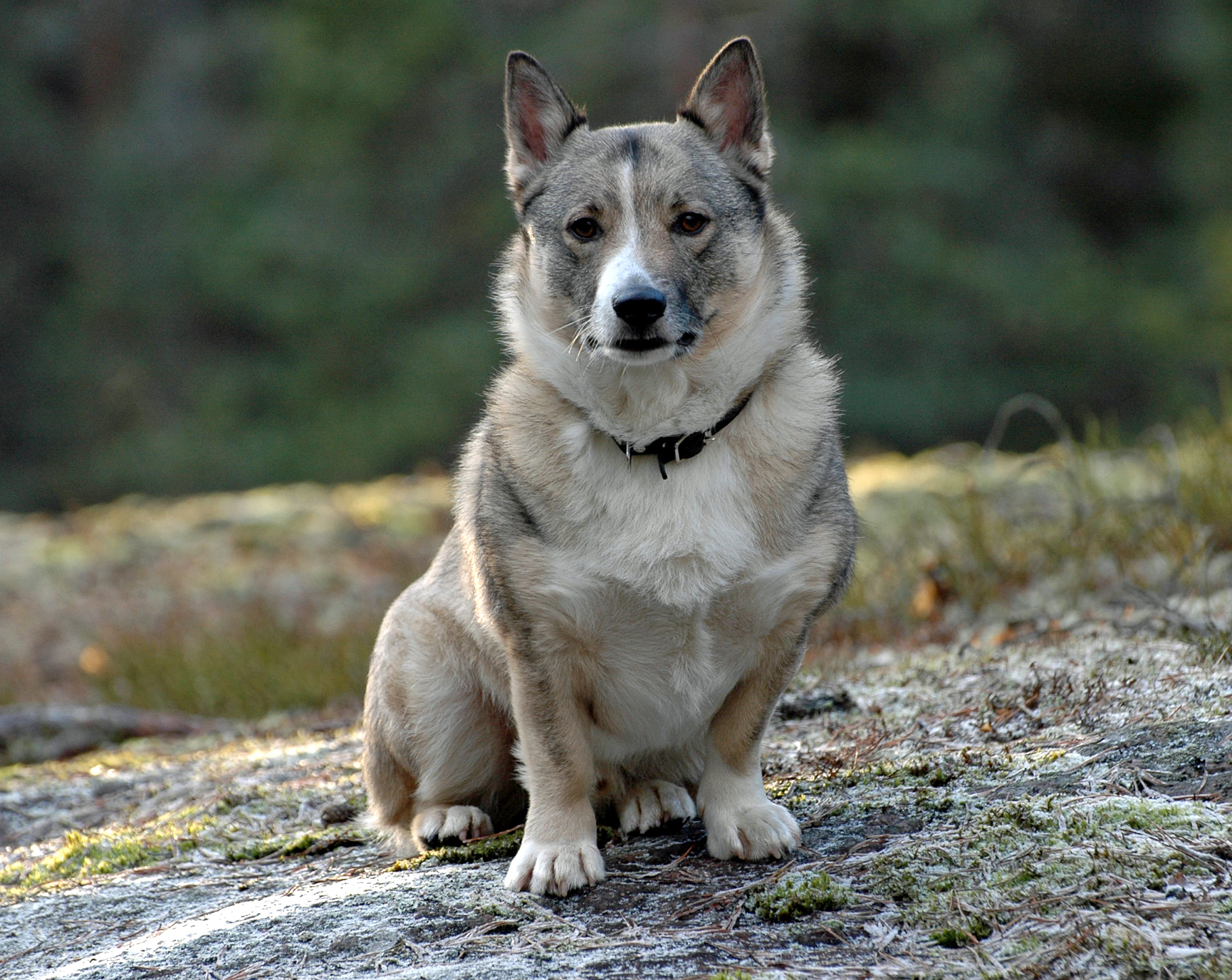
Västgötaspets
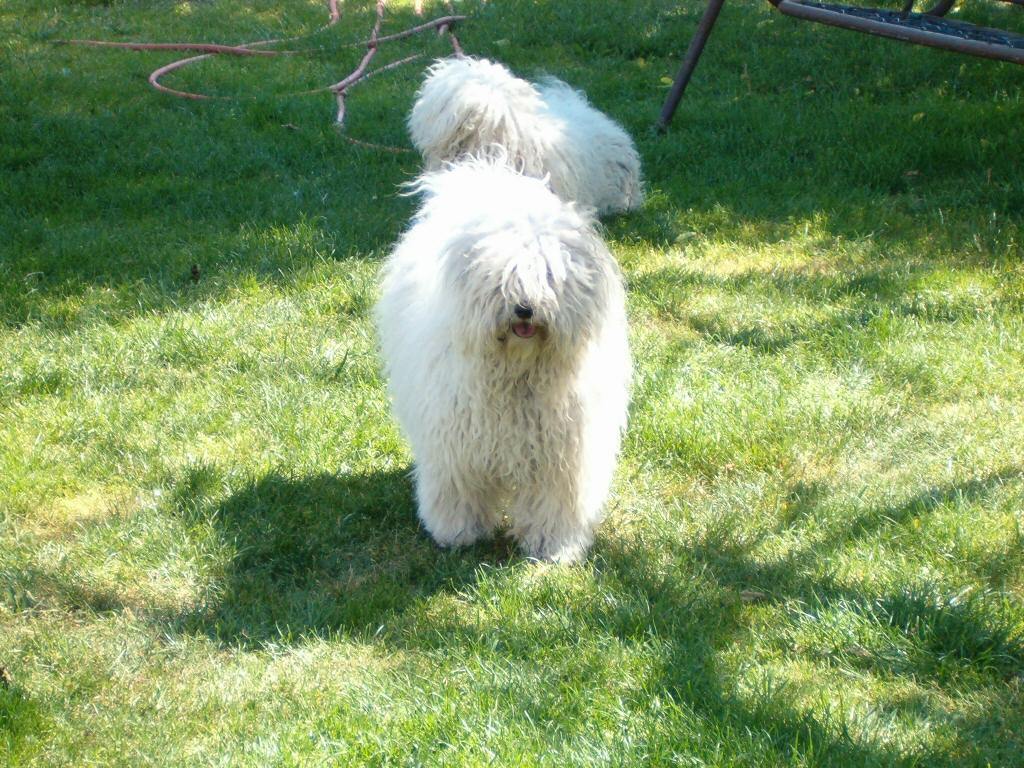
Puli
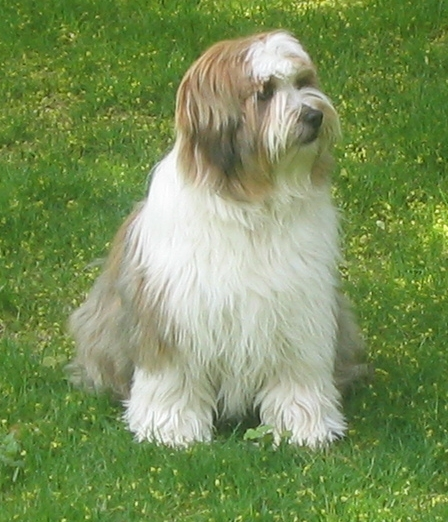
Tibetansk terrier
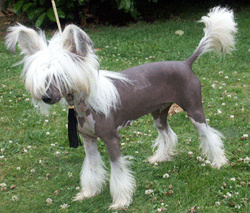
Kinesisk nakenhund
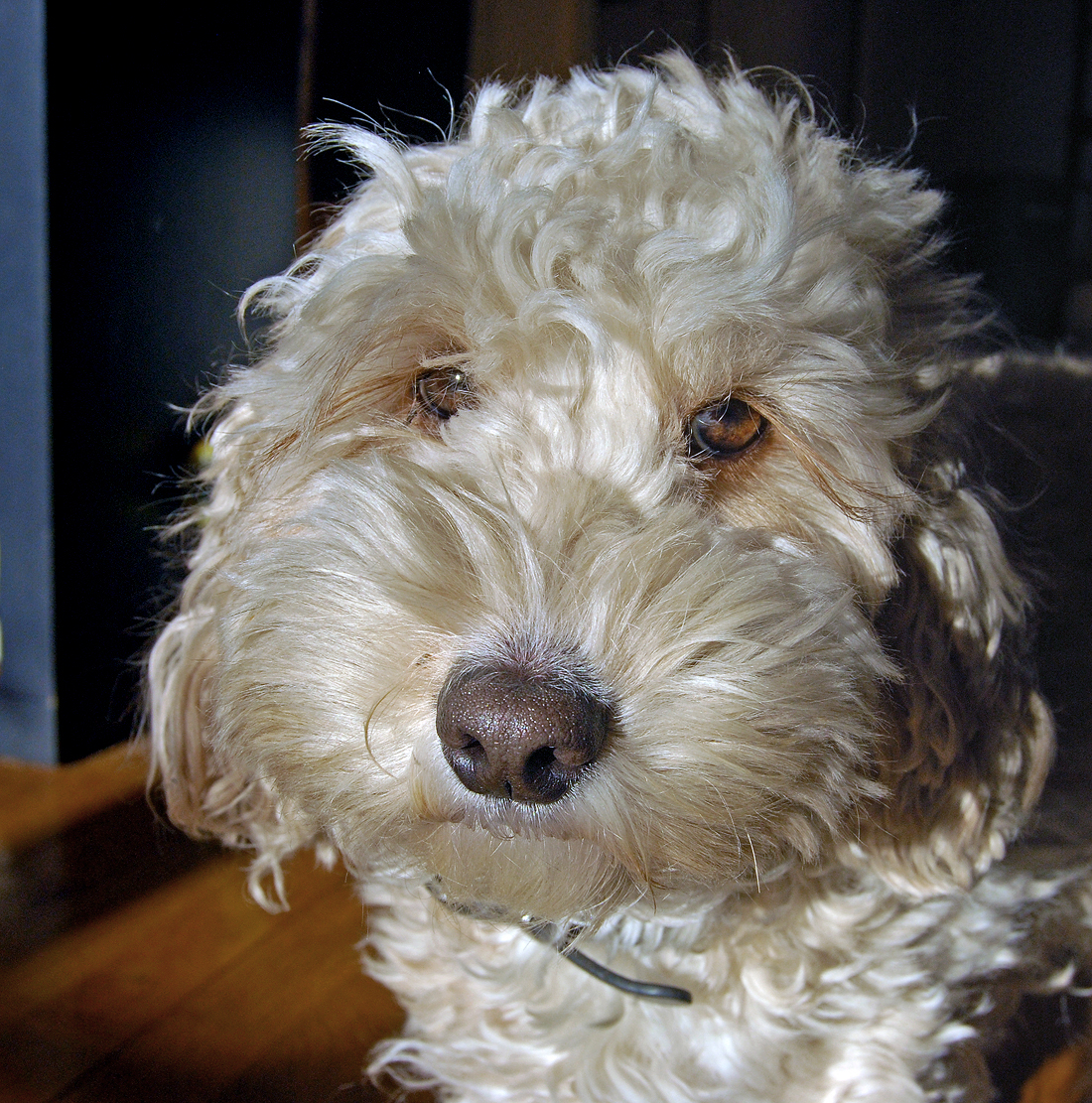
Cockerpoo